# オペロン

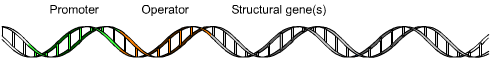
典型的なオペロン

遺伝学においてオペロン（英: operon）とはDNAの機能的単位の1つであり、単一のプロモーターの制御下に置かれている遺伝子のセットを単位とする。同じオペロンに含まれる遺伝子はともにmRNAへと転写され、細胞質でともに翻訳されるか、もしくはスプライシングによってモノシストロンのmRNAが形成されて個別に翻訳される。そのため、同じオペロンに含まれる遺伝子はともに発現するか全く発現しないかのいずれかである。
当初、オペロンは原核生物（色素体など細菌に由来する細胞小器官を含む）にのみ存在すると考えられていたが、1990年代初頭に真核生物で最初のオペロンが発見されて以降、以前想定されていたよりも一般的なものであることを示唆する証拠が多く得られている。一般的に、原核生物のオペロンの発現によってポリシストロンのmRNAが産生されるが、真核生物のオペロンからはモノシストロンのmRNAが形成される。
オペロンはバクテリオファージなどのウイルスにも存在する。例えば、T7ファージには2つのオペロンが存在する。1つ目のオペロンはT7 RNAポリメラーゼを含むさまざまな産物をコードしており、2つ目のオペロンにはT7 RNAポリメラーゼが結合して転写を行う。2つ目のオペロンには溶菌のための遺伝子が含まれており、宿主細胞の溶菌を引き起こす。

## オペロン説
オペロンはゲノム上に存在する機能的な単位のひとつであり、発現制御機構の概念としてフランソワ・ジャコブとジャック・モノーによってその存在が示唆された。「オペロン」という用語が初めて提唱されたのは、1960年にフランス科学アカデミーの紀要に掲載された短い論文である。彼らは大腸菌を用いた遺伝学的解析を通して、ラクトース代謝系の構造遺伝子群とその発現を制御する塩基配列部分とを合わせて一つの単位と考え、このような単位をオペロンと呼んだ（詳しくはラクトースオペロンの項を参照）。彼らはアンドレ・ルヴォフと共に1965年、ノーベル生理学・医学賞を受けた。

### 原義
ジャコブとモノーによる研究で提案されたオペロンという考え方では、生物の染色体は、一群の機能的に関連した構造遺伝子をまとめた領域（オペロン）をつなぎ合わせた構造をもち、オペロンを一括して発現調節しているとされる。この考えをオペロン説という。一方で、ジャコブがオペロンを形容する際に、"[ . . .] operons containig one or more genes [ . . . ]" といったように、複数の構造遺伝子が1分子のRNAへとまとめて転写されるということは、重要な特徴ではあったがオペロンの必須条件ではなかった（Jacob; 1965 (pdf)）。加えると、当時はオペレーターがDNA、RNA、タンパク質のどの段階で働くのか明確にはされておらず、ラクトース代謝酵素群も一分子種のmRNAから翻訳されると証明されてはいなかった。従って、遺伝子の発現はどのように制御されているのか、つまりラクトースオペロンの項で説明されるような塩基配列成分の構成が、オペロンという概念の最も重要な点のひとつだったと言える。

### 概念の一般化
ところが、その後遺伝子発現の制御の研究が進むに従って、遺伝子発現が転写の段階で調節されるということは至極ありふれた事象となり、これを取り立ててオペロンと呼称することは少なくなった。これはオペロンが普遍的な価値を持つ概念だったためだが、と同時にいささか気の抜ける発音を要求することの不幸な結末かもしれない。さらに、単一プロモーターによって転写された一次転写産物から、複数の遺伝子産物が由来することにのみ着目された結果、オペロンはおもに原核生物に見られ真核生物には基本的に存在しない、と言われるようになる。つまり、この時のオペロンは複数の遺伝子産物を支配していることが必要条件となる。真核生物の例外として、線虫類に多く存在するオペロンとはこちらのことであり、C. elegansでは全遺伝子数の1/4程度がオペロンとして転写されることが知られている。この場合それぞれの遺伝子産物はプロセシングを受けた別々のmRNA分子から翻訳される。これは、一分子のmRNAから複数種のタンパク質が複数の翻訳開始点から翻訳されるという原核生物の機構とは異なっている。また、これらの転写産物に機能的な関連性があるとは限らない点も異なる。
現在の状況としては、原義で言うところの1遺伝子のみからなるオペロンは遺伝子と呼び、構造遺伝子部分はコーディング・リージョンと呼ぶのが比較的正確かつ円滑な意思疎通を産むといえるのかもしれない。

## 一般的構造

1: RNAポリメラーゼ、2: リプレッサー、3: プロモーター、4: オペレーター、5: ラクトース、6: lacZ、7: lacY、8: lacA。上: 遺伝子がオフの状態。リプレッサーを阻害するラクトースが存在しないためリプレッサーはオペレーターに結合し、RNAポリメラーゼがプロモーターに結合して遺伝子発現によってラクターゼが合成されるのを防いでいる。下: 遺伝子がオンの状態。ラクトースがリプレッサーを阻害し、RNAポリメラーゼはプロモーターに結合して遺伝子発現によってラクターゼが合成される。ラクターゼはリプレッサーに結合するラクトースが存在しなくなるまでラクトースを分解する。ラクトースが解離したリプレッサーは再びオペレーターに結合し、ラクターゼの合成を止める。

オペロンは3つの基本的なDNA要素によって構成される。
- プロモーター – 遺伝子の転写を可能にするヌクレオチド配列。プロモーターはRNAポリメラーゼによって認識され、転写が開始される。RNA合成において、プロモーターはどの遺伝子を用いてmRNAの産生を行うべきかを指示し、細胞のタンパク質産生を制御する。
- オペレーター  – リプレッサーが結合するDNA断片。ラクトースオペロンでは古典的にプロモーターと遺伝子の間の断片として定義されている[10]。ラクトースオペロンの主オペレーターであるO1はプロモーターのわずか下流に位置しており、他にもO3とO2がそれぞれ-82と+412に位置している。リプレッサータンパク質はRNAポリメラーゼの物理的障壁となり、遺伝子の転写を防ぐ。
- 構造遺伝子 – オペロンによって共調節される遺伝子。

オペロンに常に含まれているわけではないが、調節遺伝子の機能は重要である。調節遺伝子はリプレッサータンパク質をコードし、恒常的に発現している。調節遺伝子は、オペロン内に存在したり、隣接して存在したり、近くに存在したりしている必要はない。
インデューサーはリプレッサーをオペレーターから除去し、オペロンの阻害を解除する。
コリプレッサーはリプレッサーに結合し、リプレッサーがオペレーターに結合することを可能にする。トリプトファンオペロンは、このタイプの調節の良い例である。

## 調節
オペロンの調節は、生物は環境条件に応じたさまざまな遺伝子の発現調節を可能にする方法の1つである。オペロンの調節には、正の調節と負の調節、誘導による調節と抑制による調節のどちらも存在する。
負の制御は、リプレッサーのオペレーターへの結合による転写阻害を伴う。
- 負の誘導性オペロン（negative inducible operon）: 通常はリプレッサーがオペレーターに結合し、オペロンの遺伝子の転写が防がれている。インデューサー分子が存在する場合、リプレッサーに結合してコンフォメーションを変化させ、オペレーターに結合できないようにする。その結果、オペロンが発現する。ラクトースオペロンは負に制御された誘導性オペロンであり、インデューサー分子はアロラクトースである。
- 負の抑制性オペロン（negative repressible operon）: オペロンの転写は通常行われている。リプレッサータンパク質は調節遺伝子から産生されているが、通常のコンフォメーションではオペレーターに結合することができない。しかしコリプレッサーと呼ばれる特定の分子がリプレッサーに結合すると、その活性部位のコンフォメーションの変化が引き起こされる。活性化されたリプレッサータンパク質はオペレーターに結合し、転写を妨げる。トリプトファン合成に関与するトリプトファンオペロンは負の抑制性オペロンであり、トリプトファン自身がコリプレッサーとして機能する。

オペロンは正の制御も受ける。アクチベータータンパク質がDNA（通常はオペレーター以外の配列）に結合して転写を促進する。
- 正の誘導性オペロン（positive inducible operon）: アクチベータータンパク質は通常適切なDNAに結合することができない。インデューサーがアクチベータータンパク質に結合すると、アクチベーターのコンフォメーションの変化が生じ、DNAに結合して転写を活性化できるようになる。
- 正の抑制性オペロン（positive repressible operon）: アクチベータータンパク質は通常適切なDNAに結合している。インヒビターがアクチベータータンパク質に結合すると、アクチベーターのDNAへの結合が妨げられる。その結果、その系の活性化と転写が停止する。

## ラクトースオペロン
モデル生物である大腸菌のラクトースオペロン（lacオペロン）は最初に発見されたオペロンであり、オペロンの機能の代表的な例となっている。lacオペロンは、3つの隣接した構造遺伝子、プロモーター、ターミネーター、オペレーターから構成されている。lacオペロンは、グルコースとラクトースを含むいくつかの因子によって調節されており、アロラクトースによって活性化される。ラクトースはリプレッサータンパク質に結合し、遺伝子の転写抑制を妨げる。このオペロンは抑制解除（depressible）モデルの例であり、ラクトースまたはアロラクトースの存在下で誘導される負の誘導性オペロンである。

## トリプトファンオペロン
大腸菌のトリプトファンオペロン（trpオペロン）は最初に発見された抑制性オペロンで、1953年にジャック・モノーらによって発見された。lacオペロンが低分子（アロラクトース）によって活性化されるのに対し、trpオペロンは低分子（トリプトファン）によって阻害される。lacオペロンではラクトースはリプレッサータンパク質に結合して遺伝子の転写抑制を防ぐが、trpオペロンではトリプトファンはリプレッサータンパク質に結合して遺伝子の転写抑制を可能にする。lacオペロンとは異なり、trpオペロンには段階的調節を可能にするリーダーペプチドとアテニュエーター配列が含まれている。このオペロンは共抑制（corepressible）モデルの例である。

## オペロンと遺伝子クラスタリング
オペロン内の構造遺伝子の上流には単一のプロモーターとオペレーターが存在するため、オペロン内のすべての構造遺伝子はともにオン・オフの制御がなされる。しかし、時に遺伝子発現にはより多くの制御が必要となる。こうした目的のため、一部の細菌の遺伝子は近接して存在しているものの、そのそれぞれに特異的なプロモーターが存在している場合がある。これは遺伝子クラスタリングと呼ばれている。通常こうした遺伝子にコードされるタンパク質は同じ経路で機能する。遺伝子クラスタリングは原核細胞が正しい順序で代謝酵素の産生を行うのを助けている。

## オペロンの数と構成の予測
オペロンの数と構成は大腸菌で最も徹底的に研究されている。その結果、生物のゲノム配列に基づいて予測を行うことができるようになっている。
予測法の1つでは、ゲノム中のオペロンの数の予測の主な指標として、遺伝子間の距離が利用される。同一のオペロン内の遺伝子間の距離は短く、その分布には明確なピークがみられるのに対し、転写単位の境界に位置する遺伝子間では距離の分布は一様となる。
他の予測法では、複数のゲノムで遺伝子の順序と向きが保存されている遺伝子クラスターの発見に基づいて予測が行われる。
オペロンの予測は、分子の機能的分類を考慮に入れることでより正確なものとなる。細菌の遺伝子は、ともにタンパク質複合体を形成したり、共通した経路へ関与したり、共通した基質や輸送体を利用したりするものがクラスタリングしていることがある。正確な予測はこうしたデータの全てを利用して行われ、実際的には困難なタスクである。
パスカル・コサールの研究室は、微生物リステリア・モノサイトゲネスの全てのオペロンを初めて実験的に同定した。2009年の研究では517個のポリシストロン性オペロンのリストが記載され、さまざまな条件下で生じる転写の全体的な変化が記載された。